# Saint-Antoine-du-Queyret
Saint-Antoine-du-Queyret är en kommun i departementet Gironde i regionen Nouvelle-Aquitaine i sydvästra Frankrike. Kommunen ligger i kantonen Pellegrue som tillhör arrondissementet Langon. År 2022 hade Saint-Antoine-du-Queyret 60 invånare.

## Befolkningsutveckling
Antalet invånare i kommunen Saint-Antoine-du-Queyret
Referens:INSEE